# Grabowo (Stargard)
Grabowo (deutsch Buchholz) ist ein Dorf der Gmina Stargard (Stargard in Pommern) in der polnischen Woiwodschaft Westpommern.

## Geographische Lage
Grabowo liegt in Hinterpommern, etwa sieben Kilometer nordöstlich des Stadtzentrums von Stargard und 34 Kilometer östlich von Stettin (Szczecin).

## Geschichte

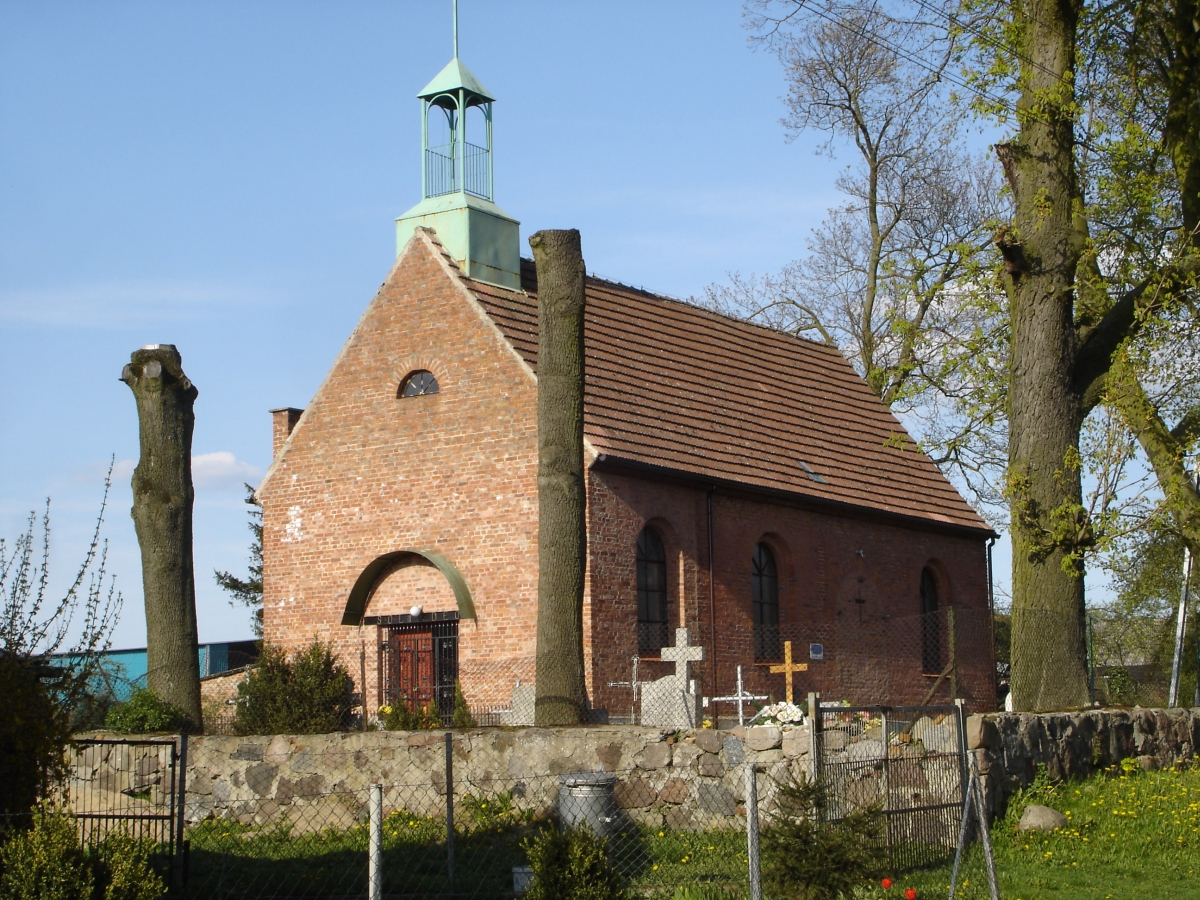
Dorfkirche

Die Ortschaft ist aus einem Rittergut hervorgegangen, das ehemals ein Lehen der Familie Borcke war. Um 1628 bestand das Lehen aus 27 ½ Hufen, dem Gasthof und einer Schäferei; der damalige Besitzer war Mats Bork. Später wurde das Gut als neues Lehen an den Landrat Albrecht Friedrich von Broecker vergeben. Nach seinem Tod 1755 erbte es sein einziger Sohn, der spätere Hofgerichtspräsident George Friedrich von Broecker. Als dieser 1756 der Gutsbesitzer war, wurde der Wert des Guts auf 20.000 Taler geschätzt. Es wurde 1772 von George Friedrich von Broecker für 16.500 Taler an eine Frau von Hagen, geb. von Klitzing, verkauft. Diese bewirkte im Jahr 1778 die Allodifikation des Gutes. Um das Jahr 1780 gab es in Buchholz sechs Vollbauern, einen Halbbauern, eine Schmiede, einen Schulmeister und insgesamt 15 Haushaltungen. Es fanden dann weitere Besitzerwechsel statt, bis das Gut 1798 für 27.100 Taler von dem Rittmeister Bogislaw Christlieb von Kleist aufgekauft wurde, der in der Vasallen-Tabelle von 1804 aufgeführt ist. Später kam die Familie Behm in den Besitz des Guts; um die Mitte des 19. Jahrhunderts besaß es Ernst Ludwig Behm.
Um 1930 hatte die Gemarkung der Gemeinde Buchholz eine Flächengröße von 8,4 km² und auf dem Gemeindegebiet standen insgesamt 24 Wohngebäude. In Buchholz gab es drei Wohnorte:
1. Buchholz
2. Vorwerk Neuhof
3. Ziegelei Buchholz

Im Jahr 1925 wurden in Buchholz 261 Einwohner gezählt, die auf 47 Haushaltungen verteilt waren.
Bis 1945 gehörte Buchholz zum Landkreis Saatzig in der Provinz Pommern.
Gegen Ende des Zweiten Weltkriegs wurde Buchholz Anfang März 1945 von der Sowjetarmee besetzt. Nach Kriegsende wurde die Ortschaft unter polnische Verwaltung gestellt. Buchholz wurde in Grabowo umbenannt.

## Religion
Die bis 1945 in Buchholz anwesende Bevölkerung gehörte mit großer Mehrheit der evangelischen Konfession an. Im Jahr 1925 waren 78,9 % der Dorfbewohner evangelisch, und 21,1 % gehörten der römisch-katholischen Kirche an.